# Rabble
 (août 2025).
Si vous disposez d'ouvrages ou d'articles de référence ou si vous connaissez des sites web de qualité traitant du thème abordé ici, merci de compléter l'article en donnant les références utiles à sa vérifiabilité et en les liant à la section « Notes et références ».
Rabble est un site web canadien anglophone.

## Histoire
Rabble est lancé en avril 2001 par la journaliste et militante Judy Rebick en coopération avec le Canadian Centre for Policy Alternatives (en) (Centre canadien pour des politiques alternatives) et l'ONG Alternatives basée à Montréal.
Ses débuts coïncident avec les protestations altermondialistes cette même année au sommet des Amériques à Québec. Le site rend compte régulièrement des forums sociaux et des différentes activités des altermondialistes.
Depuis sa fondation, rabble a publié des travaux de journalistes de gauche, notamment Judy Rebick, Rick Salutin (en), Naomi Klein, Thomas Walkom (en), Harsha Walia ou encore Linda McQuaig.